# Бенавідес
Бенавідес (ісп. Benavides) — муніципалітет в Іспанії, у складі автономної спільноти Кастилія-і-Леон, у провінції Леон. Населення — 2838 осіб (2010).
Муніципалітет розташований на відстані близько 300 км на північний захід від Мадрида, 31 км на захід від Леона.
На території муніципалітету розташовані такі населені пункти: (дані про населення за 2010 рік)
- Антоньян-дель-Вальє: 197 осіб
- Бенавідес-де-Орбіго: 1958 осіб
- Гуальтарес-де-Орбіго: 9 осіб
- Кінтанілья-дель-Монте: 496 осіб
- Кінтанілья-дель-Вальє: 128 осіб
- Вега-де-Антоньян: 50 осіб

## Демографія
Динаміка населення (INE ):